# Tecmo
Tecmo Co., Ltd. (jap. テクモ株式会社 Tekumo kabushikigaisha) – japoński producent gier wideo założony w 1967 roku. Firma swoje główne siedziby miała w japońskich miastach Kudankita, Chiyoda, Tokio.
Tecmo znane jest z produkcji gier takich jak Star Force, Dead or Alive, Ninja Gaiden, Deception, Monster Rancher, Rygar, Tecmo Bowl, Fatal Frame, Tōkidenshō Angel Eyes i Gallop Racer. W przeszłości firma nazywała się Tehkan, w tym czasie firma wydała gry Bomb Jack i Tehkan World Cup.
W 2009 roku, Tecmo stworzyła z firmą Koei holding Tecmo Koei Holdings i operowała jako spółka zależna, aż do jego rozpadu na początku roku 2010. W kwietniu 2010, Tecmo zostało rozwiązane, prawa do produkcji gier tej firmy przejęło Koei Tecmo Games.